# Mode (鈴木早智子のアルバム)
『Mode』（モード）は、鈴木早智子の1作目のソロ・ミニ・アルバム。1992年3月25日にポリスターからリリースされた。

## 概要
鈴木早智子がWinkとして活動した時期に唯一発表したソロ・アルバムで、4月リリースのWinkの8thアルバム『Each side of screen』、5月リリースの相田翔子のソロ・アルバム『Delphinium』と続く、1992年前期の3か月連続リリースの最初の作品である。
全6曲を収録。作詞および日本語詞はすべて及川眠子、編曲は1曲を除いて門倉聡と、当時のWinkのメインライターが担当した。不倫を歌った「不実な仔猫たち」は、後に及川自身の不倫体験を詞にしたと明かしている。この曲のオリジナルは、アメリカのソープオペラ『Santa Barbara』の劇中で用いられた「The Hotter The Night」。また、「最後の楽園」のオリジナルは、イタリアの歌手プリマ・ヴェラ（Prima Vera）のユーロビート・ナンバー「PLAY TO LOVE」である。
オリコンでは週間ランキング17位、約3万7千枚のセールスを記録。これは順位・売上とも3か月連続リリース後発の2作より低い結果となった。鈴木はこの後、Winkの活動休止直前に「La Gioconda」（1996年2月）、その2年半後に「INNOCENT SKY〜悲しみも届かないあの空の向こうへ〜」（1998年10月）と、2作のソロ・シングルを発表した。ソロ・アルバムのリリースは、本作から2003年の『零〜Re-generation〜』まで11年開くことになる。

## 批評
『CDジャーナル』では、「森若香織や赤城忠治を作曲に起用しているあたり、なかなか意欲的。」「ただ、基本フォーマットはあくまでも『WINKのサッちん』なのだ。物足りない」と評されている。
音楽評論家の能地祐子は、『ミュージック・マガジン』のレビューで本作と相田の『Delphinium』とを、「こうやって2人のソロを聞き比べると、サッチンがWinkの無国籍でエグい部分を、ショーコが可愛くてポップな部分を担っているのでは、という気になってくる」と評した。

## 収録曲
1. ラスト・ダンスは頬よせて［4:16］
作詞: 及川眠子 / 作曲: 森若香織 / 編曲: 門倉聡
2. 1999年の退屈［4:05］
作詞: 及川眠子 / 作曲: 赤城忠治 / 編曲: 十川知司
3. ハリウッドな恋にして［3:55］
作詞: 及川眠子 / 作曲: 羽田一郎 / 編曲: 門倉聡
4. 最後の楽園［4:55］
原作詞・曲: Crivellente, Farina, Bindella / 日本語詞: 及川眠子 / 編曲: 門倉聡
5. TRANSFER［5:08］
作詞: 及川眠子 / 作曲: 工藤崇 / 編曲: 門倉聡
6. 不実な仔猫たち［4:38］
原作詞・曲: Barry Goldberg, Sylvia St. James, Roxanne Seeman / 日本語詞: 及川眠子 / 編曲: 門倉聡

## 関連作品
- X-tra - 1996年にリリースされたWinkのベスト・アルバム。#1・#2・#3・#5が収録されている。